# Giải thưởng sách Quốc gia 2023
Giải thưởng sách Quốc gia lần thứ 6 được tổ chức trong năm 2023. Có tổng cộng 41 tác phẩm được trao giải, bao gồm:

## 2 Giải A[5]
- Cơ sở khoa học để xác định ranh giới ngoài thềm lục địa Việt Nam theo Công ước của Liên Hợp Quốc 1982 về Luật Biển.[6] Tác giả: Bùi Công Quế (Chủ biên), Phùng Văn Phách, Đỗ Huy Cường, Trần Tuấn Dũng, Lê Đức Anh. Nhà xuất bản Khoa học tự nhiên và Công nghệ.
- Chào tiếng Việt[7]. Tác giả Nguyễn Thụy Anh. Nhà xuất bản Giáo dục Việt Nam

## 10 Giải B
- Hồ Chí Minh - Cơ hội cuối cùng. Tác giả Henri Azeau. Người dịch: Trần Xuân Trí, Ninh Xuân Thao. Hiệu đính: Nguyễn Thị Hạnh, Dương Văn Quảng. Nhà xuất bản Đại học Sư phạm.
- Bách khoa thư làng Việt cổ truyền. Tác giả Bùi Xuân Đính. Nhà xuất bản Chính trị Quốc gia Sự thật.
- Đông Dương: Một nền thuộc địa nhập nhằng giai đoạn 1858-1954. Tác giả Pierre Brocheux, Daniel Hémery. Người dịch: Phạm Văn Tuân. Hiệu đính: Thư Nguyễn. Nhà xuất bản Thế giới và Công ty Cổ phần sách Omega Việt Nam.
- Thơ Nôm Nguyễn Trãi và Nguyễn Bỉnh Khiêm. Tác giả Kiều Thu Hoạch. Nhà xuất bản Khoa học Xã hội và Công ty TNHH Sách và Truyền thông Việt Nam
- Phẫu thuật tạo hình thẩm mỹ da đầu. Chủ biên: Trần Thiết Sơn. Nhà xuất bản Y học.
- Chuyển đổi số thế nào? Tác giả Hồ Tú Bảo, Nguyễn Nhật Quang. Nhà xuất bản Thông tin và Truyền thông.
- Mỹ thuật Việt soi từ phía khác. Tác giả Trần Hậu Yên Thế. Nhà xuất bản Mỹ thuật.
- Nghệ thuật dessin.  Tác giả Nguyễn Đình Đăng. Nhà xuất bản Dân trí và Công ty Cổ phần Văn hóa Đông A.
- Bộ sách: Hít hà mùi đất nước. Tác giả Mình Là Hũ, Trúc Nhi Hoàng. Nhà xuất bản Hà Nội và Công ty Văn hóa và Truyền thông Nhã Nam.
- Joni mặt tịt và đồng bọn tinh nghịch. Tác giả Nguyễn Khắc Cường. Nhà xuất bản Trẻ.

## 11 Giải C
- Kỷ nguyên chủ nghĩa tư bản giám sát - Cuộc chiến vì tương lai loài người ở biên giới mới của quyền lực. Tác giả Shoshana Zuboff, Mai Chí Trung dịch. Nhà xuất bản Chính trị Quốc gia Sự thật.

- Phong trào chấn hưng Phật giáo miền Nam Việt Nam. Tác giả Dương Thanh Tùng. Nhà xuất bản Đà Nẵng.
- Bảo vật quốc gia - Lưu giữ tại Bảo tàng Lịch sử quốc gia. Tác giả: Bảo tàng Lịch sử quốc gia. Nhà xuất bản Văn hóa dân tộc.
- Bệnh học nội khoa (2 tập). Tập 1: Chủ biên: PGS.TS. Đỗ Gia Tuyển, GS.TS. Ngô Quý Châu, PGS.TS. Phạm Mạnh Hùng, TS. Nguyễn Trung Anh. Tập 2: Chủ biên: PGS.TS. Đỗ Gia Tuyển, PGS.TS. Trần Ngọc Ánh, PGS.TS. Nguyễn Hà Thanh, PGS.TS. Nguyễn Khoa Diệu Vân, PGS.TS. Đặng Quốc Tuấn, PGS.TS. Nguyễn Văn Hùng. Nhà xuất bản Y học.
- Cây thuốc của dân tộc Vân Kiều và dân tộc Pa Kô ở Quảng Trị. Ninh Khắc Bản (Chủ biên), Phan Văn Kiệm, Ninh Khắc Thanh Tùng. Nhà xuất bản Khoa học tự nhiên và Công nghệ.
- Cơ cấu trí khôn. Tác giả Howard Gardner. Người dịch: Phạm Toàn. Hiệu đính: Nguyễn Dương Khuê, Phạm Anh Tuấn. Nhà xuất bản Tri thức.
- Chơi Jazz ở Việt Nam. Tác giả: Stan BH Tan - Tangbau, Quyền Văn Minh. Nhà xuất bản Hội Nhà văn và Công ty Cổ phần Sách Omega Việt Nam.
- Linh ứng: Hành trình của kẻ siêu vô thần đến thế giới tâm linh. Tác giả Nguyễn Mạnh Tuấn. Nhà xuất bản Dân trí, Công ty TNHH Văn hóa sáng tạo Trí Việt (First News).
- Kể chuyện trên mặt nước. Tác giả Lương Linh. Nhà xuất bản Hà Nội và Công ty TNHH Doanh nghiệp Xã hội SUNBOX.
- Mùa hè đáng nhớ của Vàng A Lềnh và Vừ Mí Lùng. Tác giả Dương Đình Lộc. Nhà xuất bản Dân Trí.
- Bộ sách: 15 bí kíp giúp tớ an toàn (7 cuốn). Tác giả Nguyễn Hương Linh, Hoàng Anh, Dương Thùy Ly, Nguyễn Trọng An, Nguyễn Thị Thanh Thủy, Hồng Ánh, Thu Thủy. Nhà xuất bản Kim Đồng.

## 18 Giải khuyến khích
- FPT bí lục - Khám phá văn hóa doanh nghiệp tại FPT. Tác giả Nguyễn Thành Nam, Phan Phương Đạt, Lê Đình Lộc, Nông Thị Bích Vân, Nguyễn Thu Huệ. Nhà xuất bản Hà Nội liên kết Công ty CP Sách Thái Hà.
- Chủ nghĩa tư bản không có tư bản - Sự trỗi dậy của nền kinh tế vô hình. Tác giả Jonathan Haskel, Stian Westlake, Biên dịch: Nguyễn Thanh Sơn, Hiệu đính: Phùng Đức Tường. Nhà xuất bản: Chính trị Quốc gia Sự thật.
- Sự trỗi dậy và suy tàn của các cường quốc: Biến đổi kinh tế và xung đột quân sự từ năm 1500 đến năm 2000. Tác giả: Paul Kennedy, Người dịch: Nguyễn Thanh Xuân. Nhà xuất bản: Thế giới liên kết Công ty CP Sách Omega Việt Nam
- Phi châu thịnh vượng - Lịch sử 5000 năm của sự giàu có, tham vọng và nỗ lực. Tác giả: Martin Meredith, Nguyễn Sinh Viện, Nguyễn Hoàng Minh, Đỗ Hoàng dịch. Nhà xuất bản Thế giới liên kết Công ty CP Sách Omega Việt Nam.
- Bí mật của thung lũng Silicon và những bài học từ thần kỳ kinh tế Hi -Tech. Tác giả Deborah Perry Piscione. Người dịch: Đỗ Thị Thu Trà, Lê Tùng Quân, Chủ trương và hiệu đính: Nguyễn Xuân Xanh. Nhà xuất bản: Tổng hợp TP. Hồ Chí Minh.
- Khái niệm then chốt trong nghiên cứu giới. Tác giả: Jane Pilcher, Imelda Whelehan. Người dịch: Nguyễn Thị Minh. Nhà xuất bản Phụ nữ Việt Nam.
- Giá trị văn hóa của Đạo Cao Đài. Đinh Quang Tiến (Chủ biên). Nhà xuất bản Tôn giáo.
- Hai nhà máy thủy điện ngầm của Việt Nam. Tác giả: A.V. Sklyarenko, O.D. Zvyagin. Người dịch: Nguyễn Văn Chiến, Nguyễn Xuân Hòa, Lê Đức Mẫn, Trần Quốc Tiến, Bùi Sỹ Hùng, Phạm Hồng Hải. Nhà xuất bản Khoa học và Kỹ thuật.
- Nghệ thuật tư duy dựa trên dữ liệu - Để ra quyết định thông minh hơn trong một thế giới không chắc chắn. Tác giả Hoàng Hữu Đà. Nhà xuất bản: Trẻ.
- Nguyên lý và cấu trúc các cơ cấu máy. Tác giả PGS. Hà Văn Vui, PGS.TS. Nguyễn Chỉ Sáng, TS. Phan Đăng Phong. Nhà xuất bản Bách khoa Hà Nội.
- Kiến trúc nhà cổ Hội An qua tư liệu Viện Bảo tồn di tích. Tác giả: Viện Bảo tồn di tích. Chủ biên: Ths. Đặng Khánh Ngọc. Nhà xuất bản Văn hóa dân tộc.
- Trang phục và nét văn hóa của các dân tộc thiểu số phía Bắc Việt Nam. Tác giả Đỗ Đức, Nhà xuất bản: Mỹ thuật.
- Sài Gòn, Gia Định, Chợ Lớn - Ký ức rực rỡ. Tác giả Lâm Nguyễn Kha Liên, Phạm Công Luận. Nhà xuất bản Văn hóa dân tộc liên kết Công ty CP Văn hóa Phương Nam.
- Nam Kỳ kiến trúc khảo lược. Tác giả Tử Yếng Lương Hoài Trọng Tính. Nhà xuất bản Thuận Hóa.
- EGO - NGƯỜI (EGO - Bản thể - EGO cộng đồng - Không gian nghệ thuật đại đô thị cộng đồng (3 tập). Tác giả Ngô Xuân Bính. Nhà xuất bản Thế giới.
- Bộ sách Những đứa trẻ hạnh phúc (10 cuốn). Tác giả Lê Anh Vinh (chủ biên), Bùi Thị Diển (nội dung), Bùi Việt Duy (minh họa). Nhà xuất bản: Kim Đồng.
- Bộ sách Em yêu Việt Nam mình. Tác giả Chiều Xuân, họa sĩ Heg. Nhà xuất bản Hà Nội liên kết Công ty TNHH Truyền thông LionBooks Việt Nam.
- Chuồn chuồn ớt tìm mẹ. Tác giả Nguyễn Hồng Chiến. Nhà xuất bản Kim Đồng.